# Alain Bouquin
Alain Bouquin (né en 1958) est un général de corps d'armée français.

## Biographie
Alain Bouquin entre dans l'armée en 1979.
Il est diplômé de l'école spéciale militaire de Saint-Cyr, sorti major de sa promotion.
Il est chef de corps du 2e régiment étranger de parachutistes de 2000 à 2002.
Nommé général de division il occupe les fonctions de commandant de la Légion étrangère (2009-2011). 
Il est élevé aux rang et appellation de général de corps d'armée.
il est nommé inspecteur de l'armée de terre en 2013.
Il quitte l'armée en 2015, rejoignant le groupe Thales en tant que « Conseiller Défense Terre », fonction qu'il occupe pendant cinq années avant d'être remplacé le 1er novembre 2020 par le général Bernard Barrera. 

## Décorations
- Officier de la Légion d'honneur
- Officier de l'ordre national du Mérite
- Croix de la Valeur militaire

## Sources
1. ↑  R. P. Defense, « Le général Alain Bouquin quitte l’armée », sur RP Defense (consulté le 23 novembre 2020)
2. ↑  « Thales nomme le Général d'armée Bernard Barrera comme Conseiller Défense Terre du Groupe », sur Bourse Direct (consulté le 23 novembre 2020)

- Légion étrangère.com
- Who's Who in France